# 安全タクシー三重
安全タクシー三重株式会社（あんぜんタクシーみえ）は、三重県松阪市に本社を置くタクシー・バス事業者。三重県中部・南部でタクシー事業および貸切バス事業を営む。
旧社名は三重名鉄タクシー株式会社で、名鉄グループに属していた。2022年6月20日付で福岡県久留米市に本社を置く安全タクシーグループ（安全タクシー株式会社）へ事業譲渡、名鉄グループを離脱して安全タクシーグループの子会社となり、安全タクシー三重株式会社（あんぜんタクシーみえ）へ商号変更した。

## 概要
本社・営業所のある松阪市、津市、伊勢市を中心に鳥羽市にも配車センターを構えてタクシー事業を行っている。かつては志摩市に磯部配車センターを置いていたが廃止した。
1964年、三和自動車（本社：松阪市）が名鉄交通の傘下になったことから三重名鉄タクシーへ商号変更。
その後、伊勢志摩名鉄タクシー（本社：伊勢市）、京口タクシー（本社：津市）などを吸収合併して事業規模を拡大した。
2022年6月20日付で、親会社の名鉄タクシーホールディングスは、全株式を福岡県久留米市に本社を置く安全タクシーグループに売却し、安全タクシー三重株式会社へ商号変更した（前述）。事業譲渡により車両の車体カラーも変更する。

## 事業所

### 三重名鉄タクシー時代
- 本社兼松阪営業所：松阪市末広町1丁目240番地の1
- 津営業所：津市上弁財町津興3193番地
- 伊勢営業所：伊勢市大世古2丁目8番31号
- 二見配車センター：伊勢市二見町茶屋222-7
- 鳥羽配車センター：鳥羽市鳥羽1丁目20-3
- 名鉄タクシー多気：多気郡多気町相可台58-6

### 安全タクシー三重
出典:
- 本社・松阪営業所 - 松阪市末広町1-240-1
- 津営業所 - 津市上弁財町津興3193
- 伊勢営業所 - 伊勢市大世古2丁目8-31
- 整備工場 - 松阪市末広町1丁目212−13

## バス事業
貸切バス事業のほか、コミュニティバスの運行受託も行っており、松阪市の黒部・東地区コミュニティバスの運行を受託する。またかつては、多気町の多気町町営バスのうち、予約運行小型バス「でん多」の運行を受託していた（いずれも三重名鉄タクシー時代）。
公益社団法人日本バス協会傘下の愛知県バス協会の会員にはなっていない。

## 観光タクシー
観光地である伊勢志摩地区で事業を行っていることから、「観光タクシー」として10コースを設定し、伊勢参宮街道を歩くコースや郷土料理作りなどのコースを設定する（三重名鉄タクシー時代）。

## 車両
保有している全車両台数は134台（うち中型タクシーは90台）。うち、福祉車両と貸切バスをそれぞれ3台ずつ、貨物車として霊柩車を1台配備する（三重名鉄タクシー時代）。